# José Joaquín Escobar
Fray José Joaquín Escobar o Escovar (Santiago de Cali, 27 de diciembre de 1751-Cúcuta, 15 de junio de 1821) fue un religioso franciscano Neogranadino y abogado que participó en la Independencia de Colombia. Es uno de los personajes de la novela El alférez real de Eustaquio Palacios.

## Biografía
José Joaquín Escobar nació en Cali, hijo de José Escobar y Catalina García. Tras cursar estudios primarios en Cali, se trasladó a Santa Fe a estudiar Derecho en el Colegio Mayor del Rosario. Tras terminar los estudios regresó a Cali a ejercer su profesión, para luego trasladarse a Popayán a dar la Cátedra de leyes en el Real Seminario de Popayán hasta 1782. El 6 de julio de 1784 ingresó al Colegio de Misiones de Cali para ser religioso franciscano. En 1787 viajó a Quito para recibir la ordenación sacerdotal. En 1810 era catedrático de Teología en Cali cuando iniciaron los alzamientos independentistas, a los cuales se unió y se convirtió en uno de los divulgadores de la causa emancipadora en la región. En 1811 fue uno de los firmantes del acta de independencia de las Ciudades Confederadas del Valle del Cauca por la ciudad de Toro, y fue elegido como su primer vicepresidente. El 15 de febrero de 1816 fue capturado como prisionero por militares realistas y enviado a Popayán. Al final del año fue enviado a un Calabozo en el Arsenal de la Carraca de Cádiz, España. Tras el triunfo de los patriotas colombianos en la Batalla de Boyacá y la posterior independencia de Colombia, Escobar fue liberado y regresó al país en 1821. Murió en Cúcuta el mismo año. 